# Драгослава Живков Шапоња
Драгослава Живков Шапоња (Зрењанин, 6. јануар 1966) српски је интерниста кардиолог у Институту за кардиоваскуларне болести Војводине.

## Биографија
Медицински факултет у Новом Саду уписала је 1984, а дипломирала 1990. године са просечном оценом 9,06. Специјалистички испит из Интерне медицине положила је 1997. на Медицинском факултету у Новом Саду, а магистарски рад из Кардиологије под називом „Хемодинамички параметри у току миокардитиса“ одбранила 1997. на Медицинском факултету у Београду. Субспецијалистички испит из Кардиологије положила је 2002. Докторску тезу под називом „Дијагностички значај примене ултразвука каротидних артерија у поремећеној функцији синусног чвора“ одбранила је 2010.
Ужа област кардиологије: превентивна кардиологија, неинвазивна кардиолошка дијагностика – ултразвучна дијагностика крвних судова, ехокардиографија.
Тренутно ради у Институту за кардиоваскуларне болести Војводине у Сремској Каменици као начелник одељења за срчане мане.
У циљу што бољег здравственог просвећивања становништва гостовала је у различитим едукативним емисијама на телевизијама Коперникус и РТС, а писала је и стручне чланке у писаним медијима.

### Стручно-научни рад
До сада је била учесник у више научних пројеката. Као аутор или коаутор објавила у земљи и иностранству 200 научних и стручних радова. Аутор је поглавља књиге Ваше срце и крвни судови, Завод за издавачку делатност, Београд 1994. Коаутор је стручне књиге Синкопе, Агора, Зрењанин 2007. Сарадник је у књизи Поремећаји ритма срца, Православна реч, Нови Сад 2013.
У септембру 2023. изабрана је за ванредног професора  на катедри за Интерну медицину Фармацеутског факултета Универзитета Привредна академија у Новом Саду.
Од 2014. бави се доминантно anti-aging медицином, односно превентивном медицином, те је своју даљу едукацију усмерила према наведеним областима.

### Приватна пракса
Оснивач је и руководилац Интернистичко-кардиолошке ординације „Интервита“ у Новом Саду (2017), која се бави дијагностиком и лечењем углавном кардиолошких пацијената, ултразвучном дијагностиком. У оквиру саме клинике постоји центар за лечење гојазности и метаболичких поремећаја,  али и надокнада хормона применом биоидентичних хормона код жена у пременопаузи и менопаузи, као и код мушкараца у андропаузи у циљу хормонске равнотеже и успоравања процеса старења. Из ове области више пута је организовала континуиране медицинске едукације у оквиру Српског лекарског друштва, Друштва лекара Војводине и Медицинског факултета Универзитета у Новом Саду.

## Чланства
Члан је Српског лекарског друштва, Друштва лекара Војводине – кардиолошка секција, Кардиолошке секције Србије, Удружења кардиолога Србије, Европског кардиолошког друштва и Медитеранске кардиохируршке асоцијације. Од 2019. члан је Удружења родитеља несталих беба Војводине.

## Признања, награде и одликовања за професионални рад
- Диплома „European Cardiologist“ Европске кардиолошке куће, септембар 2001.

## Радови у зборницима и часописима
- Živkov-Šaponja D., Stojšić-Milosavljavić A., Stojšić Đ., Vučković D. Stepen disfunkcije miokarda leve komore u toku miokarditisa, „Medicinski pregled“, Novi Sad, 1999, 11-12.
- Živkov Šaponja D., Topalov V., Kovačević D., Dodić S., Dejanović J., Vindiš Ješić M., Stajnić M., Mirković M., Miljković T. “Carotid sinus hypersensitivity: is it related to atherosclerosis of carotid artery?”, Mediterranean Association of Cardiology and Cardiac Surgery XVIth Annual meeting, Abstract book. Bodrum, Turkey, 2004, 413.
- Д. Живков-Шапоња, К. Павловић, Д. Ч. Ковачевић, А. Илић, Т. Момчилов-Попин. „Ехокардиографски поремећаји код пацијената са изолованом систолном хипертензијом током 24-сатног мерења крвног притиска“, I Конгрес Југословенске лиге за хипертензију: зборник радова, Београд, 1998, 109-10.
- Živkov-Šaponja D., Benc D., Stojšić Đ., Stojšić A., Jung R. „Hemodinamski i angiokardiografski parametri kod pacijenata sa endomiokardnom biopsijom dokazanim aktivnim miokarditisom“, XI Kongres kardiologa Jugoslavije sa međunarodnim učešćem: Kardiologija, Beograd, 1995, 16(suppl.1), 169.
- Živkov-Šaponja D., Stojšić A., Stojšić Đ., Momčilov-Popin T., Milosavljević A. „Odnos stepena plućne hipertenzije i stereoloških parametara endomiokardne biopsije kod pacijenata sa idiopatskom dilatativnom kardiomiopatijom”, Dijagnostičko-terapeutski trendovi u internoj medicini i hirurgiji: monografija, Institut za kardiovaskularne bolesti – Sremska Kamenica, Novi Sad, 1996, 133-6.
- Živkov Šaponja D., Momčilov Popin T., Stojšić A., Ilić A., Srdanović I. i Kovačević B. „Savremena terapija koronarnog arterijskog spazma“, Balneoklimatologija 2001.
- Živkov Šaponja D., Dejanović J., Vindiš M., Momčilov Popin T., Dodić S., Mirković M., Ivanov I., Katona Đureković A., Todorović I. Savremeni dijagnostičko terapijski pristup infektivnom endokarditisu kliničke, mikrobiološke i ehokardiografske karakteristike, „Medicina danas“, Novi Sad, 2003, 2 (3-4).
- Živkov Šaponja D., Dejanović J., Vindiš M., Momčilov Popin T., Dodić S., Mirković M., Ivanov I., Katona Đureković A. Sindrom koronarnog arterijskog spazma, „Medicina danas“, Novi Sad, 2003, 2 (1-2).
- Živkov-Šaponja D., Topalov V., Kovačević D. Karotis sinus sindrom, „Medicina danas“, Novi Sad, 2005, 4(3-4), 207.
- Živkov-Šaponja D., Topalov V., Lukić Dejanović J., Suvačarev S. Neurokardiogene sinkope, „Medicina danas“, Novi Sad, 2006, 5, 278.
- Živkov-Šaponja D., Stojšić Đ., Benc D., Stojšić A., Seferović P., Vučković D., Momčilov-Popin T., Štajnic M., Čikoš J. S. „Sistolne i dijastolne disfunkcije miokarda kod pacijenata saendomiokardnom biopsijom dokazanim miokarditisom“, II Kongres kardiologa Srbije: Kardiologija, Beograd, 1996, 17(1), 165.